# Zoltán Székely

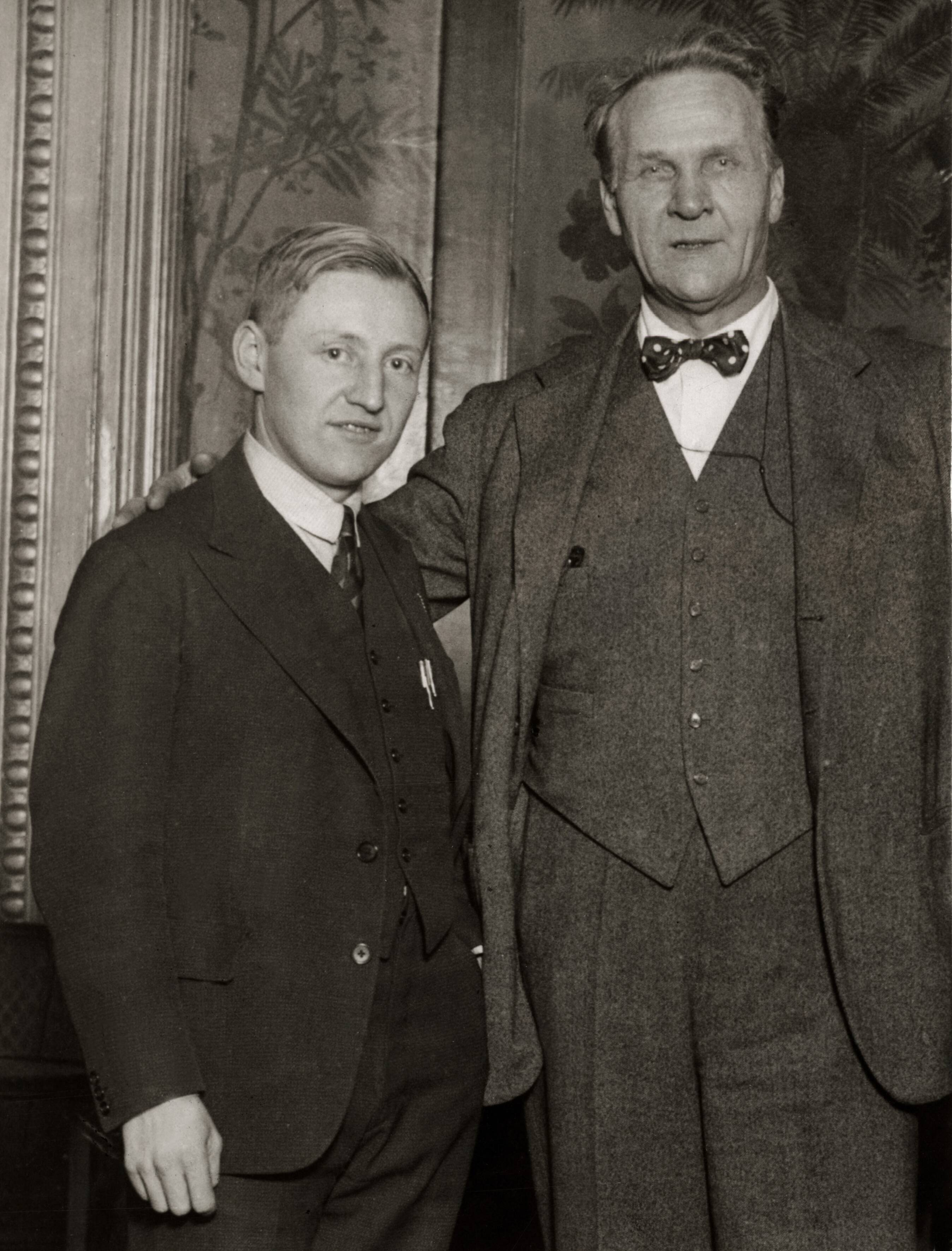
Székely & Sjaljapin (1931)

Zoltán Székely (Kocs, 8 december 1903 - Banff, 5 oktober 2001) was een van oorsprong Hongaars violist, componist en muziekpedagoog.

## Biografie
Székely werd geboren in Hongarije. Hij was sinds de jaren twintig actief in Nederland; speelde bijvoorbeeld in 1922 in het Kurhaus in Scheveningen met het Residentie Orkest onder leiding van Ignaz Neumark en later met de Arnhemsche Orkest Vereeniging van Martin Spanjaard. Hij stond te boek als virtuoos leerling van Jenö Hubay aan de Muziekacademie van Boedapest. Compositieleer verkreeg hij er van Zoltan Kodaly.
Hij leidde van 1935 tot 1972 het (Nieuw) Hongaarsch Strijkkwartet. Hij voerde 15 wereldpremières uit van de componisten Béla Bartók, Guillaume Landré, Willem Pijper en Henk Badings. Het Vioolconcert nr. 2 (Bartók) was aan Székely opgedragen en ging in 1939 in het Amsterdamse Concertgebouw in première, met Székely als violist. Hij was vanaf 1 september 1940 als opvolger van Ferdinand Helmann tot en met 1 september 1942 concertmeester bij het Koninklijk Concertgebouworkest. Het orkest kreeg in 1942 te maken met arisering op bevel van Duitse bezetter. Hij behoorde niet bij de eerste groep van zestien musici die werden ontslagen; hij gaf op dat hij zuiver was. In 1942 werd toch ontdekt dat hij Joodse voorouders had en werd alsnog ontslagen. Szekely soleerde 22 keer bij het orkest, meest in het genoemde vioolconcert, toch vaak gespeeld onder Willem Mengelberg. Na de oorlog keerde hij niet bij het orkest terug, soleerde wel weer bij bijvoorbeeld het Residentie Orkest en speelde weer in genoemd strijkkwartet.
In 1950 emigreerde hij naar Amerika, in 1976 naar Canada. Hij kreeg in 1981 een eredoctoraat aan de Franz Liszt Muziekacademie in Boedapest. In 2020 werd zijn naam opgenomen in het Gedenkteken Joodse Musici in het Concertgebouw; een postuum eerbetoon van het orkest aan de tijdens de arisering ontslagen orkestleden.

## Familie
Hij was zoon van László Székely en Erzsébet Strausz. Székely trouwde in 1926 met Igminia Ignatia 'Mientje' Everts (1898-1990), lid van de familie Everts in Nijmegen en nicht van de letterkundige Johannes Everts (1878-1945). Uit dit huwelijk werd een zoon geboren die in 1971 in Amerika zijn naam liet wijzigen van Székely in Everts en wiens twee zonen ook de geslachtsnaam Everts voeren. In 1935 verhuisde Székely met Mientje naar Santpoort, naar een woning die door Gerrit Rietveld was ontworpen en de naam 'Rhapsodie' (Huis Székely) kreeg.
- Biblioteca Nacional de España: XX1132336
- Bibliothèque nationale de France: cb139277276 (data)
- Gemeinsame Normdatei: 119274213
- International Standard Name Identifier: 0000 0001 1507 1774
- Library of Congress Control Number: n93093738
- MusicBrainz: 8032b528-26b8-41a5-83fa-b6808eceadc7
- Nationale Bibliotheek van Tsjechië: jx20090608013
- Nationale Bibliotheek van Israël: 987007332473605171
- Nationale Bibliotheek van Polen: a0000002385637
- Nederlandse Thesaurus van Auteursnamen: 074902938
- SNAC: w61h47cn
- Système universitaire de documentation: 081222858
- Virtual International Authority File: 86842293
- WorldCat: E39PBJpJcyFp9DfdM9WMXkVKVC